# Jurnee Smollett
Jurnee Diana Smollett (New York, 1º ottobre 1986) è un'attrice statunitense.

## Biografia
Nasce a New York il 1º ottobre del 1986, figlia di Joel Smollett, un elettricista statunitense, nato da una famiglia ebraica di origini russe e polacche, e di Janet Smollett, una casalinga afro-americana. Ha quattro fratelli e una sorella: Jake Smollett, Jocqui Smollett, Jojo Smollett, Jussie Smollett e Jazz Smollett.
All'età di 11 anni diviene volto popolare a partire nelle serie televisive Gli amici di papà e Cosby, venendo riconosciuta con due NAACP Image Award come miglior giovane interprete alle premiazioni del 1999 e 2000. Riscuote il plauso della critica recitando in La baia di Eva, ottenendo un Critics' Choice Awards come miglior giovane interprete, e nel film TV Accadde a Selma, ricevendo la prima nomina ai Black Reel Awards.
Nel corso degli anni 2000 recita nei film Beautiful Joe, Roll Bounce e in The Great Debaters - Il potere della parola, vincendo con quest'ultimo il NAACP Image Award come miglior attrice. Nello stesso periodo appare in singoli episodi di numerose serie televisive di successo, tra cui E.R. - Medici in prima linea, Grey's Anatomy e Dr. House - Medical Division. Dal 2010 torna a recitare in numerose serie televisive Friday Night Lights, The Defenders e True Blood.
Dal 2016 al 2018 recita nella serie televisiva Underground e nel film Hands of Stone, ottenendo diverse nomine ai NAACP Image Award e Black Reel Awards. Nel 2020 ha ottenuto il ruolo di Black Canary nel film del DC Extended Universe Birds of Prey e la fantasmagorica rinascita di Harley Quinn, diretta da Cathy Yan, performance che le vale nomine come miglior attrice ai Critics' Choice Super Awards e Satellite Awards.  Dallo stesso anno inizia a recitare nella serie TV Lovecraft Country - La terra dei demoni, vincendo un Critics' Choice Super Awards e nomine ai Satellite Awards e Screen Actors Guild Award.

## Filmografia

### Cinema
- La baia di Eva (Eve's Bayou), regia di Kasi Lemmons (1997)
- Beautiful Joe, regia di Stephen Metcalfe (2000)
- Ruby's Bucket of Blood, regia di Peter Werner (2001)
- Roll Bounce, regia di Malcolm D. Lee (2005)
- La gang di Gridiron (Gridiron Gang), regia di Phil Joanou (2006)
- The Great Debaters - Il potere della parola (The Great Debaters), regia di Denzel Washington (2007)
- Hands of Stone, regia di Jonathan Jakubowicz (2016)
- Birds of Prey e la fantasmagorica rinascita di Harley Quinn (Birds of Prey and the Fantabulous Emancipation of One Harley Quinn), regia di Cathy Yan (2020)
- Spiderhead, regia di Joseph Kosinski (2022)
- Lou, regia di Anna Foerster (2022)
- The Burial, regia di Maggie Betts (2023)
- The Order, regia di Justin Kurzel (2024)

### Televisione
- Gli amici di papà (Full House) - serie TV, 11 episodi (1992-1994)
- Mr. Cooper - serie TV, 4 episodi (1992)
- On Our Own - seriet TV, 20 episodi (1994-1995)
- NYPD - New York Police Department (NYPD Blue) - serie TV, 1 episodio (1996)
- Cosby – serie TV, 8 episodi (1998-2000)
- Accadde a Selma (Selma, Lord, Selma), regia di Charles Burnett – film TV (1999)
- Squadra Med - Il coraggio delle donne (Strong Medicine) - serie TV, 1 episodio (2002)
- E.R. - Medici in prima linea (ER) - serie TV, 1 episodio (2002)
- Dr. House - Medical Division (House, M.D.) - serie TV, episodio 3x05 (2006)
- Grey's Anatomy – serie TV, episodi 4x16-4x17 (2008)
- Friday Night Lights - serie TV, 26 episodi (2009-2011)
- The Defenders - serie TV, 18 episodi (2010-2011)
- True Blood – serie TV, 19 episodi (2013-2014)
- Underground – serie TV, 20 episodi (2016-2018)
- The Twilight Zone - serie TV, episodio 2x04 (2020)
- Lovecraft Country - La terra dei demoni (Lovecraft Country) – serie TV, 10 episodi (2020)
- Smoke - Tracce di fuoco (Smoke), regia di Kari Skogland, Joe Chappelle e Jim McKay – miniserie TV (2025)

## Premi
- Black Reel Awards
  - 1999 - Candidatura alla migliore attrice non protagonista di un Film TV per Accadde a Selma
  - 2020 - Candidatura alla migliore attrice non protagonista di un Film TV per Birds of Prey
  - 2017 - Candidatura alla migliore attrice di una serie drammatica per Underground
- Critics' Choice Awards[12]
  - 1998 - Miglior giovane interprete per La baia di Eva
- Critics' Choice Super Awards[11]
  - 2021 - Migliore attrice in una serie horror per Lovecraft Country - La terra dei demoni
  - 2021 - Candidatura alla migliore attrice in un film di supereroi per Birds of Prey
- Critics' Choice Television Awards
  - 2021 - Candidatura alla migliore attrice in una serie dramamtica per Lovecraft Country - La terra dei demoni
- NAACP Image Award
  - 1997 - Candidatura alla migliore giovane interprete per La baia di Eva
  - 1999 - Miglior giovane interprete per Cosby
  - 2000 - Miglior giovane interprete per Cosby
  - 2008 - Migliore attrice in un film per The Great Debaters - Il potere della parola
  - 2010 - Candidatura alla migliore attrice non protagonista in una serie drammatica per Friday Night Lights
  - 2017 - Candidatura alla migliore attrice in una serie drammatica per Underground
  - 2018 - Candidatura alla migliore attrice in una serie drammatica per Underground
  - 2021 - Candidatura alla migliore attrice in una serie drammatica per Lovecraft Country - La terra dei demoni
- San Diego Film Critics Society Awards
  - 1997 - Migliore migliore attrice non protagonista per La baia di Eva
- Satellite Awards
  - 2021 - Candidatura alla migliore attrice non protagonista in un film per Birds of Prey
- Screen Actors Guild Award
  - 2021 - Candidatura alla migliore performance di un cast in una serie drammatica per Lovecraft Country - La terra dei demoni
- Teen Choice Awards
  - 2008 - Candidatura alla migliore attrice di debutto in un film per The Great Debaters - Il potere della parola
- Young Artist Award
  - 1995 - Candidatura alla performance di un'attrice in una serie TV per On Our Own
  - 1997 - Candidatura alla migliore giovane attrice protagonista in un film per La baia di Eva

## Doppiatrici italiane
Nelle versioni in italiano delle opere in cui ha recitato, Jurnee Smollet è stata doppiata da:
- Eva Padoan in Lovecraft Country - La terra dei demoni, Spiderhead, Lou, The Burial - Il caso O’Keefe, Smoke - Tracce di Fuoco
- Federica De Bortoli in Dr. House - Medical Division, The Defenders
- Domitilla D'Amico ne La baia di Eva
- Alessia Rubini in Friday Night Lights
- Monica Bertolotti in True Blood
- Francesca Manicone in Grey's Anatomy
- Ludovica De Caro in The Great Debaters - Il potere della parola
- Elena Perino in Birds of Prey e la fantasmagorica rinascita di Harley Quinn
- Ughetta d'Onorascenzo in The Order